# 루돌프 스카첼
루돌프 스카첼(체코어: Rudolf Skácel ˈskaːtsɛl[*], 1979년 7월 17일, 흐라데츠크랄로베 주 트루트노프 ~)은 은퇴한 프로 축구 선수로, 현역 시절 미드필더로 활약했다. 그는 체코 국가대표팀 일원으로 국가대항전에 출전한 경험이 있다. 그는 좌측 미드필더로 주로 기용되었지만, 범용성 덕에 사우샘프턴에서는 중앙의 공격형 미드필더나 좌측 수비도 맡았다.
스카첼은 흐라데츠 크랄로베에서 프로 신고식을 치르고, 체코 1부 리그의 슬라비아 프라하로 이적했고, 이후 프랑스의 거함마르세유의 관심을 끌었다. 그러나, 그는 "로엠"(L'OM) 시절에 1군 주전으로 도약하는데 어려움을 겪었고, 이후 파나티나이코스와 하트 오브 미들로디언으로 임대되었다. 스코틀랜드 무대로 임대를 갔던 시절, 그는 지지자들의 전적인 지지를 받았고, 2006년 스코티시컵 결승전에서 득점을 올려 "잼보 군단"(Jambos)의 우승을 견인했다. 그는 이후 사우샘프턴에서 3년을 보냈는데, 그 막간에 헤르타 베를린으로 방출되기 전 임대되었다. 슬라비아 프라하에 잠깐 복귀했던 그는 AEL을 거쳐, 하트 오브 미들로디언에 복귀했다. 그는 에든버러 구단에서의 2기에도 큰 성공을 거두었는데, 2시즌 모두 구단 내 득점 1위로 마감했고, 숙적 하이버니언을 2012년 스코티시컵 결승전에서 2골을 기록해 또다시 소속 구단을 우승으로 이끌었다.
그는 체코 국가대표팀에 그리 많이 차출되지 못했는데, 7년 동안 7번의 국가대표팀 경기에 출전하는데 그쳤다.

## 클럽 경력

### 체코 리그
스카첼은 트루트노프 출신으로, 흐라데츠 크랄로베에서 프로 무대 신고식을 치렀는데, 1999-2000 시즌에 소속 구단의 체코 1부 리그 승격을 도왔다. 2002년 2월, 그는 슬라비아 프라하로 14M CZK에 이적했다. 2002년 5월, 그는 슬라비아 소속으로 숙적 스파르타 프라하와의 포하르 FACR 결승전에서 승리를 쟁취하며 우승을 거두었다. 그는 체코 U-21 국가대표팀 일원으로 유럽 U-21 선수권 대회도 제패했다.
그는 2002-03 시즌에 UEFA컵과 1. 체스카 포트발로바 리가에서의 인상적인 활약을 펼치며 프랑스 마르세유의 알랭 페랭 감독의 관심을 받았다.

### 마르세유
2003년 8월, 마르세유는 스카첼을 €2.5M에 영입하는데 최종적으로 합의를 보았다. 2003년 9월 13일, 그는 5-0으로 이긴 르 망과의 벨로드롬 안방 경기에서 프랑스 무대 신고식을 치렀다. 그의 "로엠"(L'OM) 시절 처음이자 마지막 골은 2003년 10월 5일에 3-1로 이긴 바스티아와의 안방 경기에서 터졌다.
마르세유에서의 1년차 끝에, 스카첼은 알랭 페랭 감독의 경질로 입지를 잃었다. 그에 따라 스카첼은 그리스의 파나티나이코스로 영구 이적을 엄두하고 임대되었다. 그는 3-2로 이긴 아찰레니오스와의 컵대회 경기에서 2골을 신고했다. 스카첼은 파나티나이코스에서 처음으로 챔피언스리그 경기를 치렀는데, 6번의 조별 리그 중 5번의 경기에 출전했고, 이 중 2-2로 비긴 로센보르그와의 원정 경기에서 득점을 올렸지만, 그리스 구단은 E조를 3위로 마감해 UEFA컵 32강에 참가할 수 있는데 의의를 두어야 했다. 그는 파나티나이코스에서 모든 대회를 통틀어 5골을 기록했다.

### 하트 오브 미들로디언
파나티나이코스가 스카첼을 완전 영입하지 않기로 결정하면서, 하트 오브 미들로디언의 조지 벌리 감독이 발벗고 나서 마르세유에 그의 임대를 제의했다. 2005년 7월, 계약이 성사되면서, 스카첼은 하트 오브 미들로디언으로 임대되었고, 완전 이적도 가능하게 되었다.
2005-06 시즌 초, 하트는 시즌 개막 후 처음 7경기를 모두 승리했는데, 스카첼은 각 스코티시 프리미어리그 경기에서 모두 득점을 신고하며 기록을 세웠다. 스카첼의 첫 경기는 하트 군단의 연고지 경쟁 구단인 하이버니언과의 타인캐슬 안방 경기로, 이 경기에서 선제골을 기록해 4-0 승리를 견인했다. 하트 군단의 지지자들은 그의 득점 광경을 자주 보게 되었는데, 스카첼은 시즌 내내 16골을 기록했고, 그레트나와의 스코티시컵 결승전에서도 득점을 기록했다. 그는 스코틀랜드 선수 협회 올해의 선수 후보로도 지명되었지만, 최종 수상자는 셀틱의 측면 미드필더인 숀 말로니가 되었다.
구단은 스카첼의 완전 영입을 발표했지만, 컵대회 결승전 후 자축하던 스카첼은 자신이 구단의 고별전을 치렀다고 주장했다. 2006년 7월 3일, 스카첼과 앤디 웹스터가 개막 전 훈련에 불참했고, 이로 인해 스카첼의 이적에 대한 소문이 더욱 퍼지게 되었다.
경쟁 구단의 지지자들은 스카첼이 넘어지는 연기를 남발하며, 셀틱의 주장 닐 레넌에게 침을 뱉었다는 증언이 있었지만, 스코틀랜드 축구 협회는 이 증언을 유심히 살펴보지 않았다.

### 사우샘프턴과 헤르타 베를린
2006년 7월 29일, 스카첼은 £1.6M에 사우샘프턴으로 이적했고, 전 하트 오브 미들로시언 감독이었던 조지 벌리와 재회했다. 비록 스카첼은 중원을 맡았지만, 2007년 5월에 가레스 베일이 토트넘 홋스퍼로 떠나면서 소튼에서의 대부분 경기를 좌측 수비수로 활약했다. 그는 2007년 10월 6일에 웨스트 브로미치 앨비언과의 경기에서 22미터 골을 기록하며 3-2 승리에 일조했다.
2008년 1월 31일, 스카첼은 시즌 말까지 헤르타 베를린으로 임대되었다. 스카첼은 헤르타 임대로 자국을 대표로 국가대표팀 출전 기회를 잡고자 했다. 사우샘프턴의 리 후스 단장 대행은 "체코 국가대표팀 감독은 유럽 전체에서 5번째로 인기있는 챔피언십을 그저 2부 리그로만 간주하고 있습니다. 스카첼은 1부 리그에서 활약하지 않는 한 국가대표팀 기회를 잡지 못할 것이라 생각합니다."라고 말하며 불편한 감정을 표했다. 스카첼은 다니엘 푸딜의 부상으로 유로 2008 최종 명단에 이름을 올렸지만, 체코가 출전한 조별 리그 3경기에 모두 결장했고, 체코 국가대표팀은 조별 리그를 넘지 못하고 탈락했다.
스카첼은 2008-09 시즌에 사우샘프턴으로 복귀했다. 그는 2009년 5월 2일에 계약이 해지되어 떠났는데, 사우샘프턴도 풋볼 리그 1부로 강등되었다.

### 슬라비아 프라하 복귀
스카첼은 2009년 10월에 전 소속 구단인 슬라비아 프라하로 복귀했는데, 이는 마르세유로 떠난 지 6년 만에 있는 일이었다. 그는 시노트 티프 아레나에서 열린 시그마 올로모우츠와의 경기에서 복귀전을 치렀고, 이 경기는 1-2로 패했다. 그는 3-1로 이긴 브르노와의 2009년 11월 29일 경기에서 해트트릭을 기록하며 복귀 후 5번째이자 마지막 경기를 치렀다.

### AEL
2010년 1월, 스카첼은 AEL로 이적해 2010년 6월까지 계약했고, 상황에 따라 1년 더 계약을 연장할 수 있었다.

### 하트 오브 미들로디언 복귀
2010년 9월 16일, 스카첼은 하트 군단과 1년 계약을 맺고 복귀했다. 그는 레인저스와의 안방 경기에서 복귀 후 첫 선발 경기를 치렀다.
2010년 10월 23일, 그는 3-0으로 이긴 세인트 미렌과의 경기에서 해트트릭을 완성했다. 스카첼은 이어서 2010년 11월 20일에 열린 해밀턴 아카데미컬과의 경기에서도 27미터 거리에서 32분 가위차기 골을 기록하며 물오른 기량을 과시했다. 하트 군단은 이 경기를 2-0으로 이겼다. 2010년 12월 11일, 그는 애버딘과의 경기에서 잼보 군단의 시즌 최대 승리 주역이 되었는데, 타인캐슬에서 2골을 기록해 5-0 대승을 견인했다. 2011년 3월 19일, 스카첼은 극적인 3-2 승리를 거둔 세인트 미렌전에서 본인의 10호, 11호골을 기록했다. 그의 93분 골은 경기의 승부처가 되었다. 스카첼은 2010-11 시즌에 13골을 기록해 "잼보 군단"(Jambos) 최다 득점자로서 마무리했다.
스카첼은 하트 군단의 시즌 개막 련에 참가했지만, 부상으로 모든 일정을 소화하지 못했다. 8월 4일, 하트 군단은 스카첼과 계약을 연장하여 2012년 1월 31일까지 타인캐슬에 남을 것임을 발표했다. 같은 날, 그는 시즌 2번째 경기이자 계약 연장 후 첫 경기를 출전했는데, 스카첼은 퍽시와의 유로파리그 3차 예선전에서 교체 투입되어 4-1 승리에 일조했고, 파울루 세르지우 감독의 연승 행진의 시발점이 되었다. 스카첼은 시즌 처음 6경기에 교체로 투입되었지만, 개막 전 일정을 많이 소화하지 못함에도 기량을 회복하면서 2011년 10월 2일에 셀틱과의 안방 경기에서 2011-12 시즌 리그 첫 선발 경기를 치렀고, "잼보 군단"은 2-0 승리를 거두었다. 그는 선발로 활약상을 이어나갔는데, 이스트 엔드 파크에서 열린 던펌린 애슬레틱과의 다음 경기에도 출전해 득점을 기록해 2-0 승리를 견인했다. 그는 계약이 만료되는 2012년 1월에 들어 에든버러 신년 더비에서 하이버니언과의 이스터 로드 경기에서 득점을 하며 3-1 승리를 견인하고 새해를 훌륭히 시작했다. 그는 2012년에 세인트 미런과의 1월 14일 타인캐슬 경기에서 해트트릭을 달성해 인상적인 새해 활약상을 이어나갔다. 마리우스 잘리우카스가 퇴장당해 "잼보 군단"이 1-2로 밀린 가운데, 스카첼이 해트트릭을 달성해 10명으로 수적 열세인 소속 구단에 5-2 역전승을 선사했다. 경기 후, 스카첼은 하트 군단과의 계약을 시즌 말까지 연장할 의사를 나타냈다. 2012년 1월 31일, 하트 군단은 그가 시즌 말까지 구단과 동행할 계약서에 서명했다고 발표했다. 그의 하트 군단 공식 100번째 경기는 2012년 4월 18일에 열린 에딘버러 더비 경기로, 2-0으로 이겼다. 그는 타인캐슬에서 세인트 미렌과 스코티시컵 8강전을 벌이고 득점해 2-2로 경기를 마무리하며 득점행진을 이어나갔고, 2-0으로 이긴 세인트 미렌 파크에서의 재경기에서도 골망을 흔들었다. 그는 셀틱과의 햄던 파크 준결승전에서도 선제골을 기록했고, 하트 군단은 결승전에 도달했다. 그는 하이버니언과의 역사적인 결승전에서 소속 구단의 2번째 골과 5번째 골도 기록해 5-1 대승을 견인해 경기 최우수 선수로 선정되었다. 7번의 경기에서 5골을 넣으며 대회를 마쳤으며, 모든 대회를 통틀어서도 18골을 기록했으며, 3경기 연속 득점으로 하트 군단으로 활약하며 최고의 시즌을 보냈다. 결승전 경기 후, 스카첼은 "컵을 들고 떠나는 것은 가장 멋지게 작별하는 방법입니다"라고 소감을 말했고, 이는 스코티시컵 우승을 하고 다시 구단과 결별하겠다는 뜻이었다.
2012년 10월 9일, 하트 군단은 스카첼이 구단 훈련에 복귀했다고 밝혔다. 그러나, 정식 복귀는 스코티시 프리미어리그 구단에 대한 규제에 따라 선수단의 급여 체불로 인해 성사되지 않았다.

### 던디 유나이티드
스카첼은 2012년 10월 26일에 던디 유나이티드와 2013년 1월 30일까지 계약하고 입단했다.< 그는 자신의 행적을 암시하는 트위터 계정의 글귀로 논란을 야기했는데, 하트 군단이 하이버니언과의 스코티시컵 결승전 결과를 빗댄 등번호 51번을 선택한 데 있었다. 피터 휴스턴 감독은 하이버니언 지지자들에게 그의 등번호 선택에 대한 불찰로 스카첼이 등번호 51번을 선택한 이유를 몰랐다며 사과했다. 스카첼은 이적 이튿날 첫 경기를 치렀는데, 1-0으로 이긴 세인트 미렌과의 세인트 미렌 파크 원정 경기에서 후반전에 교체로 출전해 1-0 승리를 거두었고, 나흘 후인 태너디스 파크 원정 스코티시 리그컵 8강전 경기에서 하트 군단의 환대를 받았는데, 그는 연장전에 교체되어 출전했지만, 던디 유나이티드는 승부차기에서 4-5로 패했다. 그는 던디 유나이티드에서의 처음 7경기를 교체로 출전했고, 2012년 11월 27일에 1-2로 패한 머더웰과의 안방 경기에서 처음으로 선발 출전했다. 이 경기는 그의 스코티시 프리미어리그 100번째 경기였다. 그는 "공포 군단"(Terrors) 소속으로 2012년 12월 15일에 열린 인버네스 캘리도니언 시슬과의 태너디스 경기에서 첫 득점을 올려 극적인 4-4 무승부에 일조했다. 그는 던디 유나이티드 경기에 총 16번 출전했고, 1골에 그쳤는데, 이는 그가 주로 후반 교체 출전했기 때문이었고, 교체로 출전한 경기는 총 10경기였다.
2013년 1월 25일, 던디 유나이티드는 스카첼과의 계약을 연장하지 않고, 1월을 끝으로 구단을 떠날 것임을 발표했다. 스카첼은 1월 30일에 계약이 만료되면서 구단을 떠났다.

### 슬라비아 프라하 재복귀
2013년 3월 6일, 슬라비아 프라하는 스카첼이 구단에 재복귀하여 강등권에서 허덕이는 구단과 시즌 말까지 계약했다고 발표했다. 그는 2013년 3월 16일, 3-1로 이긴 스타디온 에덴에서의 슬로반 리베레츠전에 복귀전을 치러, 안방 관중들의 환대를 받으며 69분에 교체로 투입되었다. 그는 카롤 키셀 주장과 교체되어 들어가 남은 시간 동안 주장 완장을 차고 뛰었다.
그는 계약 만료와 함께 구단을 떠났고, 총 5번의 경기에 출전했다.

### 이후 행보
2014년 1월, 스카첼은 전 하트 군단 동료 폴 하틀리가 감독이 된 스코티시 챔피언십 앨로아 애슬레틱으로의 이적설이 돌았다. 그러나, 말벌 군단의 지속적인 관심에도 불구하고, 스카첼은 하트 군단의 훈련에 동행하여, 스코틀랜드 프로축구연맹의 행정 절차로 이적이 불가능하고 선수단의 정리가 불가피한 상황임에도 재입단을 노렸다. 하츠는 앨런 콤 골키퍼 코치와의 계약을 해지했고, 스카첼을 영입할 여지를 위해 1명을 영입하면 1명을 방출하는 정책을 유지했지만, 프로축구연맹은 39세의 골키퍼 코치를 내보내고 현역 미드필더 선수를 영입하는 것을 정책으로 유효치 않게 봤다. 스카첼은 연맹의 거절에 씁쓸한 감정을 드러냈는데, 그 결정으로 동기가 없어져 은퇴를 고심했다고 덧붙였다.

### 레이스 로버스
모국 체코에 잠깐 머물던 스카첼은 스코틀랜드로 복귀했는데, 게리 로크가 전 체코 국가대표 선수의 영입을 희망하면서 레이스 로버스의 영입설이 돌았다. 2016년 7월 21일, 스카첼은 스코티시 챔피언십 구단에 입단했다.

### 프르지브람
레이스 로버스에서 방출된 스카첼은 체코로 돌아가 체코 2부 리그의 프르지브람과 계약했다. 그는 프르지브람 1년차에 구단의 체코 1부 리그에 일조했다. 스카첼은 현역 마지막 시즌에 16번의 경기에 출전해 1골을 기록했고, 소속 구단은 강등을 면했다.
스카첼은 2019년 6월 2일에 프르지브람이 즈브로요프카 브르노와의 강등 플레이오프전에서 승리한 후 은퇴했다.

## 국가대표팀 경력
스카첼은 2001년 10월 5일, 테플리체에서 열린 불가리아와의 경기에서 체코 U-21 국가대표팀 첫 경기를 치렀는데, 3번째 골을 넣어 8-0 승리에 일조했다. 그는 체코 U-21 국가대표팀 일원으로 스위스에서 열린 2002년 유럽 U-21 선수권 대회에서 이후 하트 오브 미들로디언에서 한 배를 탈 미할 포스피시와 함께 우승을 거두었다. 두 선수 모두 승부차기에서 골망을 흔들어 결승전에서 프랑스를 이겼다.
스카첼은 2003년 11월 12일에 캐나다를 상대로 체코 성인 국가대표팀 첫 경기를 치렀다. 그는 얀 콜레르와 73분에 교체되어 들어가 8분 만에 골맛을 보며 5-1 승리에 일조했다. 그는 유로 2008을 앞두고 부상당한 다니엘 푸딜의 대체자로 최종 명단에 이름을 올렸지만, 체코가 조별 리그에서 탈락한 이 대회에서 세 경기 모두 결장했다. 스카첼은 자국 국가대표팀 일원으로 7경기에 출전해 1골을 기록했다.

## 경력 통계

### 클럽
| 구단                  | 시즌      | 리그                      | 리그 | 리그 | 컵   | 컵 | 리그컵 | 리그컵 | 기타 | 기타 | 합계 | 합계 |
| 구단                  | 시즌      | 리그명                    | 출장 | 골   | 출장 | 골 | 출장   | 골     | 출장 | 골   | 출장 | 골   |
| --------------------- | --------- | ------------------------- | ---- | ---- | ---- | -- | ------ | ------ | ---- | ---- | ---- | ---- |
| 슬라비아 프라하       | 2001–02   | 1. 체스카 포트발로바 리가 | 12   | 3    |      |    |        |        |      |      | 12   | 3    |
| 슬라비아 프라하       | 2002–03   | 1. 체스카 포트발로바 리가 | 30   | 8    |      |    |        |        |      |      | 30   | 8    |
| 슬라비아 프라하       | 2003–04   | 1. 체스카 포트발로바 리가 | 15   | 2    |      |    |        |        |      |      | 15   | 2    |
| 슬라비아 프라하       | 합계      | 합계                      | 57   | 13   |      |    |        |        |      |      | 57   | 13   |
| 마르세유              | 2003–04   | 리그 1                    | 20   | 1    | 2    | 0  | 2      | 0      | 0    | 0    | 24   | 1    |
| 파나티나이코스 (임대) | 2004–05   | 알파 에트니키             | 16   | 1    | 4    | 3  |        |        | 6    | 1    | 26   | 5    |
| 하트 오브 미들로디언  | 2005–06   | 스코티시 프리미어리그     | 35   | 16   | 4    | 1  | 1      | 0      |      |      | 40   | 17   |
| 사우샘프턴            | 2006–07   | 풋볼 리그 챔피언십        | 39   | 3    | 0    | 0  | 2      | 1      |      |      | 41   | 4    |
| 사우샘프턴            | 2007–08   | 풋볼 리그 챔피언십        | 16   | 1    | 1    | 0  | 1      | 0      |      |      | 18   | 1    |
| 사우샘프턴            | 2008–09   | 풋볼 리그 챔피언십        | 28   | 1    | 1    | 0  | 0      | 0      |      |      | 29   | 1    |
| 사우샘프턴            | 합계      | 합계                      | 83   | 5    | 2    | 0  | 3      | 1      | 0    | 0    | 88   | 6    |
| 헤르타 베를린 (임대)  | 2007–08   | 분데스리가                | 16   | 2    | 0    | 0  |        |        |      |      | 16   | 2    |
| 슬라비아 프라하       | 2009–10   | 1. 체스카 포트발로바 리가 | 5    | 3    | 2    | 0  |        |        | 0    | 0    | 7    | 3    |
| AEL                   | 2009–10   | 수페르리가 엘라다         | 7    | 0    | 0    | 0  |        |        | 0    | 0    | 7    | 0    |
| 하트 오브 미들로디언  | 2010–11   | 스코티시 프리미어리그     | 29   | 13   | 0    | 0  | 0      | 0      |      |      | 29   | 13   |
| 하트 오브 미들로디언  | 2011–12   | 스코티시 프리미어리그     | 29   | 12   | 7    | 5  | 1      | 0      | 3    | 1    | 40   | 18   |
| 하트 오브 미들로디언  | 합계      | 합계                      | 58   | 25   | 7    | 5  | 1      | 0      | 3    | 1    | 69   | 31   |
| 던디 유나이티드       | 2012–13   | 스코티시 프리미어리그     | 14   | 1    | 1    | 0  | 1      | 0      | 0    | 0    | 16   | 1    |
| 슬라비아 프라하       | 2012–13   | 1. 체스카 포트발로바 리가 | 5    | 0    | 0    | 0  |        |        | -    | -    | 5    | 0    |
| 믈라다 볼레슬라프     | 2015–16   | 1. 체스카 포트발로바 리가 | 2    | 0    | 0    | 0  | 0      | 0      | -    | -    | 0    | 0    |
| 레이스 로버스         | 2016–17   | 스코티시 챔피언십         | 24   | 0    | 2    | 0  | 1      | 0      | 2    | 0    | 25   | 0    |
| 프르지브람            | 2017–18   | 2. 체스카 포트발로바 리가 | 27   | 4    | 0    | 0  | 0      | 0      | -    | -    | 27   | 4    |
| 프르지브람            | 2018–19   | 1. 체스카 포트발로바 리가 | 16   | 1    | 0    | 0  | 0      | 0      | 0    | 0    | 16   | 1    |
| 프르지브람            | 합계      | 합계                      | 43   | 5    | 0    | 0  | 0      | 0      | 0    | 0    | 32   | 5    |
| 경력 합계             | 경력 합계 | 경력 합계                 | 435  | 72   | 24   | 9  | 9      | 1      | 11   | 2    | 479  | 84   |

### 국가대표팀
| 국가대표팀 | 구단                 | 시즌    | 출장 | 골 |
| ---------- | -------------------- | ------- | ---- | -- |
| 체코       | 마르세유             | 2003–04 | 1    | 1  |
| 체코       | 하트 오브 미들로디언 | 2005–06 | 2    | 0  |
| 체코       | 헤르타 베를린        | 2007–08 | 2    | 0  |
| 체코       | 라리사               | 2009–10 | 2    | 0  |
| 합계       | 합계                 | 합계    | 7    | 1  |

| 국가대표팀 출장 및 득점 기록 | 국가대표팀 출장 및 득점 기록 | 국가대표팀 출장 및 득점 기록  | 국가대표팀 출장 및 득점 기록 | 국가대표팀 출장 및 득점 기록 | 국가대표팀 출장 및 득점 기록 | 국가대표팀 출장 및 득점 기록 |
| #                            | 날짜                         | 경기장                        | 상대                         | 결과                         | 골                           | 대회                         |
| 2003–04                      | 2003–04                      | 2003–04                       | 2003–04                      | 2003–04                      | 2003–04                      | 2003–04                      |
| ---------------------------- | ---------------------------- | ----------------------------- | ---------------------------- | ---------------------------- | ---------------------------- | ---------------------------- |
| 1.                           | 2003년 11월 12일             | 체코 테플리체 나 스티나들레흐 | 캐나다                       | 5–1                          | 1                            | 친선경기                     |
| 2005–06                      |                              |                               |                              |                              |                              |                              |
| 2.                           | 2005년 8월 17일              | 스웨덴 예테보리 울레비        | 스웨덴                       | 1–2                          | 0                            | 친선경기                     |
| 3.                           | 2005년 9월 7일               | 체코 올로모우츠 안드루브      | 아르메니아                   | 4–1                          | 0                            | 2006년 월드컵 예선전         |
| 2007–08                      |                              |                               |                              |                              |                              |                              |
| 4.                           | 2008년 5월 27일              | 체코 프라하 스타디온 에덴     | 리투아니아                   | 2–0                          | 0                            | 친선경기                     |
| 5.                           | 2008년 5월 30일              | 체코 프라하 스타디온 레트나   | 스코틀랜드                   | 3–1                          | 0                            | 친선경기                     |
| 2009–10                      |                              |                               |                              |                              |                              |                              |
| 6.                           | 2010년 3월 3일               | 스코틀랜드 글래스고 햄던 파크 | 스코틀랜드                   | 0–1                          | 0                            | 친선경기                     |
| 7.                           | 2010년 5월 22일              | 미국 뉴저지 주 레드불 아레나  | 튀르키예                     | 1–2                          | 0                            | 친선경기                     |

## 수상
흐라데츠 크랄로베
- 2. 체스카 포트발로바 리가: 2000–01

슬라비아 프라하
- 포하르 FACR: 2001–02

하트 오브 미들로디언
- 스코티시컵: 2005–06, 2011–12

체코 U-21
- 유럽 U-21 선수권 대회: 2002

개인
- 스코티시 프리미어리그 이달의 선수: 2005년 8월

## 참고
1. ↑  유럽대항전, 스코티시 챌린지 컵, 및 스코티시 리그 강등 플레이오프전 출전 경기 기록